# Revenge (film, 2010)
Pour les articles homonymes, voir Revenge.
Pour plus de détails, voir Fiche technique et Distribution.
Revenge (en danois : Hævnen) est un film dramatique suédo-danois, réalisé par Susanne Bier et écrit par Anders Thomas Jensen. Mikael Persbrandt, Trine Dyrholm et Ulrich Thomsen jouent dans l'histoire d'une petite ville portuaire du Danemark et dans un camp de réfugiés au Soudan.   
Sorti en 2010, le film remporte l'Oscar 2011 du meilleur film en langue étrangère et le Golden Globe du meilleur film étranger.

## Synopsis
Christian, jeune adolescent, revient au Danemark après la mort de sa mère. Il devient ami avec Elias, un camarade de classe suédois dont les parents traversent une crise. Son père — Anton — est médecin dans un camp de réfugiés au Soudan et n'est pas souvent présent à la maison.
Elias se fait harceler par une partie des élèves de son école. En prenant sa défense, Christian se fait agresser à son tour par le meneur, Sofus. Le lendemain, Christian frappe Sofus avec une pompe à vélo, glisse un couteau sous sa gorge et lui ordonne de ne plus jamais agresser personne. La police vient enquêter à l'école, mais Christian et Elias nient l'utilisation d'un couteau. L'affaire est finalement close par des poignées de mains échangées par les trois protagonistes, selon une proposition d'une responsable de l'école.
Plus tard, une bagarre éclate entre le petit frère d'Elias et un autre enfant. Anton, le père d'Elias, intervient pour les séparer. Le père de l'autre enfant — Lars — arrive, il enjoint Anton de ne pas toucher à son fils et, dans le même élan, le gifle et l'insulte. Christian et Elias assistent à la scène. Ils proposent par la suite d'appeler la police, mais le père préfère ne plus parler de cette histoire.
Refusant l'immobilisme d'Anton, Christian et Elias se mettent alors à fabriquer une bombe pour détruire la voiture de Lars.
Anton repart dans le camp de réfugiés. Il doit à plusieurs reprises opérer des femmes enceintes dont le ventre a été ouvert avec un couteau. On lui rapporte que c'est le même « grand homme » qui est responsable de ces blessures, un chef d'un groupe armé. Plus tard, cet homme arrive à bord d'un véhicule tout-terrain avec des hommes armés. Il souhaite faire soigner sa jambe qui est gravement blessée. Anton l'oblige à ordonner le retrait des véhicules et des hommes armés du camp, conformément au règlement. Puis Anton l'opère, provoquant l'incompréhension de certaines personnes du camp.
Une fois le « grand homme » quasiment rétabli, il aperçoit une patiente qui vient de mourir, malgré les efforts de l'équipe soignante. Il fait alors de l'humour sur la patiente avec ses deux compagnons. Anton s'énerve alors, il chasse les deux compagnons, puis laisse sciemment l'homme alors sans défense livré à la vindicte des réfugiés.
Au Danemark, une fois la bombe construite, Christian et Elias placent la bombe sous la voiture de Lars. Alors que la mèche se consume, Elias observe la voiture à l'abri, quand une femme et une fille surgissent et se dirigent vers la voiture. Elias va alors à leur rencontre pour les faire reculer. La bombe explose, Elias est touché et perd connaissance, la femme et la fille n'ont rien.
Lorsque Christian vient à l'hôpital pour voir Elias, la mère s'interpose : elle le plaque contre le mur, lui ment en lui racontant qu'Elias est mort, et l'insulte. Une infirmière vient les séparer.
Plus tard, Christian se place au bord du vide, semblant prêt à se suicider. Anton — revenu au Danemark entretemps — le retrouve, et l'agrippe pour l'éloigner du rebord. Il l'informe qu'Elias va se remettre complètement de l'accident.
Finalement, Christian peut voir Elias à l'hôpital.

## Fiche technique
- Titre original : Hævnen
- Titre français : Revenge
- Titre international : In A Better World
- Réalisation : Susanne Bier
- Musique : Johan Söderqvist
- Production : Sisse Graum Jørgensen (en)
- Société(s) de production :
- Budget : 5,4 millions de USD
- Pays d'origine :  Danemark
- Langues : danois, anglais, suédois
- Genre : drame
- Dates de sortie : 
  -  Danemark : 26 août 2010
  -  France : 16 mars 2011

## Distribution
- Mikael Persbrandt : Anton
- Trine Dyrholm : Marianne
- Markus Rygaard : Elias
- Ulrich Thomsen : Claus
- William Jøhnk Nielsen : Christian
- Kim Bodnia : Lars
- Wil Johnson : un médecin
- Eddie Kihani : un médecin
- Emily Mglaya : une infirmière
- Gabriel Muli : une interprète
- June Waweru : un patient
- Mary Hounu Moat : un patient
- Synah Berchet : une dame âgée
- Elsebeth Steentoft : Signe
- Satu Helena Mikkelinen : Hanna
- Camilla Gottlieb : Eva
- Birthe Neumann : la collègue de Marianne
- Paw Henriksen : un policier
- Jesper Lohmann : un policier
- Bodil Jørgensen : le professeur principal
- Lars Kaalund : le collègue de Lars
- Lars Bom : l'enquêteur
- Rikke Louise Andersson : la femme de Lars
- Ditte Gråbøl :

## Récompenses
Le film remporte l'Oscar 2011 du meilleur film en langue étrangère et le Golden Globe du meilleur film étranger.
Il a également gagné :
- Festival international du film de Rome 2010[3] :
  - Marc-Aurèle du public pour meilleur film
  - Marc-Aurèle du grand jury
- Festival du film européen de Séville 2010[4] :
  - Meilleur réalisateur
  - Meilleur scénario
- Festival du film Nuits noires de Tallinn en 2010[3] :
  - Meilleur acteur
- Festival international du film de Thessalonique 2010[3] :
  - Creative Excellence Award